# Združenje za vrednote slovenske osamosvojitve
Združenje za vrednote slovenske osamosvojitve (VSO) je slovensko domoljubno društvo, ustanovljeno konec leta 2010. Predsednik društva je Lojze Peterle, podpredsednik društva pa Anton Krkovič.
Več medijskih virov je VSO opisalo kot tesno povezano s Slovensko demokratsko stranko, VSO politične povezave zanika.

## Pregled
Februarja 2013 je ministrstvo za delo pod vodstvom Andreja Vizjaka (po predhodnem soglasju obrambnega ministrstva in izobraževalnega ministrstva) VSO podelilo status društva v javnem interesu, kar je društvu omogočilo prejemanje javnih sredstev. Ob podelitvi soglasja MORS je bil obrambni minister Aleš Hojs, tedanji član in kasnejši predsednik VSO. Soglasje ministrstva za izobraževanje je podpisala sekretarka Mojca Škrinjar, ki je bila prav tako članica VSO.
Časopis Dnevnik je VSO opisal kot "podaljšan[o] rok[o] stranke SDS". VSO je v odzivu na prispevek politične povezave zanikalo in prispevek označilo za poskus diskreditacije.
Poslanstvo
VSO kot svoje poslanstvo opredeljuje predvsem aktivno uveljavljanje in promoviranje vrednot in idealov slovenske osamosvojitve. Med drugim se zavzema za "zgodovinsko pravično" vzgojo in izobraževanje v slovenskih šolah in spodbuja javno izražanje slovenske pripadnosti.

### Financiranje
Leta 2012 je VSO od Zavoda za šolstvo prejel 19.900 € za namen usposablanja učiteljev za aktivno državljanstvo.
Leta 2013 je VSO od ministrstva za delo prejelo 176.800 € (glede na navedbe Dnevnika) oz. 221.000 € (glede na navedbe Mladine) (sredstva ministrstva za delo so bila VSO dodeljana z namenom "ohranjanje zgodovinskih izročil in spominske svečanosti, za spominska obeležja in vojna grobišča, za mednarodno dejavnost, za informativno, publicistično in založniško dejavnost ter za delovanje združenja in njegovih organov").
Med leti 2013 in 2018 je VSO prejelo več kot 500.000 € javnih sredstev.
VSO je od leta 2015 do konca leta 2019 prejelo 547.884 € proračunskih sredstev od skupnih 582.345 € prihodkov društva, 34.461 € (manj kot 6 %) pa je društvo zbralo prek drugih virov financiranja.

## Dejavnost
V letu 2013 je VSO pripravil več javnih tribun, na katerih so med drugim sodelovali Janez Janša in druge osebe, povezane s stranko SDS, na tribunah pa so predstavljali Belo knjigo Slovenske osamosvojitve, ki jo je urejal Janša in izdala z SDS povezana založba Nova obzorja.
VSO je leta 2013 pripravila spletni časopis Glas domovine, ki ga je urejala Simona Pavelič (sicer predsednica Obljubljanske regijske koordinacije podmladka SDS).
Leta 2016 je VSO ustanovil Muzej slovenske osamosvojitve, ki se nahaja v Ljubljani.
Marca 2021 je VSO v sodelovanju z medijsko hišo Nova24TV slovenske osnovne in srednje šole povabila k sodelovanju v tekmovanju iz znanja slovenske zgodovine. Pod povabilom, ki je bilo naslovljeno na ravnatelje šol, so bili podpisani poslanka SDS in predsednica pedagoške sekcije VSO Mojca Škrinjar, notranji minister in predsednik VSO Aleš Hojs in direktor Nova24TV Boris Tomašič. Namen tekmovanja je bil tudi spodbujanje domoljublja. Najbolje uvrščeni bi prejeli denarne nagrade, prvoumeščeni pa bi se lahko udeležili tudi izleta v Evropski parlament, kjer bi se srečali z evropskim poslancem stranke SDS in bivšim ministrom za izobraževanje Milanom Zverom. Kot pomožno gradivo za tekmovanje so organizatorji navedli tudi Bele knjige Slovenske osamosvojitve, ki jo je urejal tedajšni premier Janez Janša, izdala pa z SDS povezana založba Nova obzorja.

## Zgodovina
VSO je bil ustanovljen leta 2010 ob 20. obletnici plebiscita za samostojnost Slovenije na pobudo Lojzeta Peterleta, Janeza Janše, Toneta Krkoviča in Igorja Bavčarja.
Po navedbah Dnevnika iz leta 2013 naj bi imel VSO 2000 članov.
Predsedstvo VSO so leta 2014 sestavljali Janez Janša, Anton Krkovič, Dimitrij Rupel, Lojze Peterle, Igor Bavčar in drugi.
Junija 2016 je Lojze Peterle odstopil kot član predsedstva VSO zaradi nestrinjanja z načinom sprejemanja odločitve o vložitvi kazenske ovadbe štiri zoper nekdanje člane predsedstva republike Slovenije, ker so 1991 podpisali Dekleracijo za mir, s katero so zahtevali Slovenijo brez vojske in vojaške industrije; Peterle je ostal član VSO.
Junija 2022 je zbor VSO obravnaval predlog Janeza Janše o glasovanju o zaupnici vodstvu VSO; zbor VSO je odločanje o predlogu preložilo na jesen. V VSO naj se bi namreč pojavile kritike predsednika VSO Lojzeta Peterleta in podpredsednika Antona Krkoviča; osrednji kritik slednjih naj bi bil ravno Janša. Krkovič je dogajanje komentiral z navedbo, da naj bi bil predlog zaupnice namenjen predvsem zamenjavi njega samega, vzrok pa to, da je izjazil podporo Robertu Golobu za nov mandat na čelu GEN-I.

## Kritike in kontroverze
Povezave s Slovensko demokratsko stranko
Časopis Dnevnik je VSO opisal kot "podaljšan[o] rok[o] stranke SDS" in zapisal, da VSO stranka SDS uporablja za "mobilizacijo svojega članstva na terenu". VSO uporablja isti računalniški strežnik, ki na katerem SDS gosti svojo spletno pošto. Leta 2013 so dejavnosti VSO v javnem interesu, za katere je VSO prejel javna sredstva, udejanjali funkcionarji SDS, pri založniški dejavnosti pa sodelovalo z založbo v delni lasti stranke SDS.
Leta 2013 je VSO zaprosilo generalštab Slovenske vojske za okoli 500 maskirnih uniform iz časov osamosvojitve za namene prireditve VSO. Minister za obrambo Roman Jakič je prošnjo zavrnil in v odzivu na prošnjo navedel, da bi donacija uniform lahko dobila politični predznak zaradi povezav med VSO in SDS. Domnevno naj bi namreč uniforme na dogodku nosili člani podmladka SDS.
Očitki o paravojaškem delovanju
Praporščaki VSO po navedbah Mladine paradirajo v vojaških uniformah in posnemajo vojaško delovanje. Znotraj VSO deluje strelsko društvo, v okviru katerega se lahko člani izobražujejo o uporabi vojaškega (in ne športnega) orožja; člani VSO v okviru strelskega društva uporabljajo ostrostrelne in jurišne puške ter vojaške pištole, orožje in poslopja pa si pogosto sposojajo od Slovenske vojske v okviru civilno-vojaškega sodelovanja. Leta 2021 je tretja Janševa vlada sprejela zakon, ki je civilistom, ki so člani strelskih organizacij s statusom nevladne organizacije v javnem interesu na področju obrambe, omogočil pridobitev dolgocevnega polavtomatskega strelnega orožja. Zakon je med drugim pridobitev takšnega orožja tako omogočil članom VSO. Zakon je predlagalo ministrstvo za notranje zadeve, ki ga je vodil Aleš Hojs, ki je pred prihodom na to ministrsko mesto deloval kot predsednik VSO. Zakon je bil leta 2022 po zamenjavi oblasti razveljavljen.